# 주문진경찰서
주문진경찰서(注文津警察署)는 강원도 강릉군 일부를 관할하기 위해 1948년에 설치된 강원도 경찰국 산하의 경찰서이다. 개서 당시에는 양양군의 38선 이남 지역도 강릉군에 편입된 상태였기 때문에 관할했다. 접적지역 특성과 38선 이남의 양양군 흡수에 따라 치안수요가 발생하여 별개의 경찰서를 두었다. 1954년에 양양경찰서가 개서하면서 양양 지역이 이관되었다. 다만 현남면은 양양군으로 환원되지 않아 폐서 당시까지 관할하였다. 1956년에 폐서되고, 강릉경찰서에 흡수되었다.